# Tomoaki Sato
Tomoaki Sato är en japansk idrottare som tog silver i baseboll vid olympiska sommarspelen 1996 i Atlanta. Detta var andra gången som Japan tog medalj sedan baseboll infördes på det olympiska schemat 1992 i Barcelona.